# Kiko Ledgard
Kiko Ledgard   (Lima, 28 de novembre de 1918 - Madrid, 23 d'octubre de 1995) fou un presentador de televisió peruà conegut per les dues primeres etapes de l'Un, dos, tres... responda otra vez on va realitzar 138 programes emesos entre 1972 i 1978.
Originari d'una família benestant de Lima, el seu pare, Carlos Ledgard, va ser president del Banc Alemany i ambaixador del Perú a l'Argentina. Kiko va treballar com a empleat a British Airways, a una agència de publicitat i va ser campió de boxa a la fi dels anys 40 a Perú, amb l'àlies de Rodolfo Jiménez. El 1947, es va casar amb Ana Teresa Marrou amb qui va tenir onze fills.
El 1959 va presentar un programa de televisió Haga negocio con Kiko i es va fer famós a Llatinoamèrica per conduir altres espais com La família de 6, Vila Twist i Un juego para dos. El 1971 va arribar a Espanya on va presentar Hoy también es fiesta i després, el 1972, va ser cridat per Narciso Ibañez Serrador per presentar el concurs Un, dos, tres... responda otra vez, fins al 1978. Després va presentar el programa de varietats 300 millones fins al 1979.
El maig de 1981, en una trobada amb els mitjans de comunicació, va perdre l'equilibri i va caure tres pisos des de la terrassa de l'hotel Country Club, patint un fort traumatisme cranial que va provocar la seva retirada.